# Tioga (Pennsylvanie)
Pour les articles homonymes, voir Tioga.
Tioga est un borough situé au nord-est de la partie centrale du comté de Tioga, en Pennsylvanie, aux États-Unis,. En 2010, il comptait une population de 666 habitants, estimée au 1er juillet 2020 à 626 habitants. Le borough est fondé en 1798 et incorporé en février 1860.

## Démographie
Lors du recensement de 2010, le borough comptait une population de 666 habitants. Elle est estimée, en 2020, à 626 habitants.

### Source de la traduction
- (en) Cet article est partiellement ou en totalité issu de l’article de Wikipédia en anglais intitulé « Tioga, Pennsylvania » (voir la liste des auteurs).